# Lea Schüpbach
Lea Schüpbach (født 10. september 1997 i Winterthur, Schweiz) er en kvindelig schweizisk håndboldspiller, der spiller for franske Paris 92 og Schweiz' kvindehåndboldlandshold, som målvogter.